# Willi Warschowske
Willi Warschowske (* 14. November 1892 in Rüningen; † 28. November 1961 in Borgsdorf) war ein deutscher Maler.

## Leben und Werk
Warschowske absolvierte eine Lehre als Dekorationsmaler. Etwa ab 1927 betrieb er ein Atelier für Werbekunst in der Schivelbeiner Straße 37 in Berlin. Das Adressbuch verzeichnet ihn letztmalig in Berlin 1935 als Maler in Steglitz. Er zog dann nach Borgsdorf, wo er als selbständiger Reklamemaler und Ausstellungsgestalter arbeitete. Er nahm als Soldat der Wehrmacht am Zweiten Weltkrieg teil und kam aus der Kriegsgefangenschaft wieder nach Borgsdorf. Er betätigte sich künstlerisch und schuf u. a. als Ölgemälde mehrere handwerklich anspruchsvolle, altmeisterlich-konservative Porträts von Persönlichkeiten in der DDR. Von seinen 1953 zur Dritten Deutschen Kunstausstellung eingereichten drei Bildern wurden zwei ausgestellt. 

## Ausstellungen
- 1952: Bautzen, Görlitz und Zittau („Berliner Künstler“)
- 1953: Dresden, Dritte Deutsche Kunstausstellung

## Werke (Auswahl)
- Porträt Prof. Eilhard Alfred Mitscherlich (1952, Öl, 100 × 80 cm; auf der Dritten Deutsche Kunstausstellung)[1]
- Porträt Professor Dr. Ernst Mangold (Öl, 99 × 79 cm; auf der Dritten Deutsche Kunstausstellung)[2]
- Architekt Dipl. Ing. Konrad Riemann (1952, Öl, 200 × 80 cm; zur Dritten Deutsche Kunstausstellung eingereicht, aber nicht ausgestellt)[3]
- Otto Grotewohl (1953, Öl; Deutsches Historisches Museum Berlin)[4]
- Porträt Hans Loch (1954, Öl auf Leinwand, 80 × 61 cm; Kunstarchiv Beeskow)